# Kanári gyík
A kanári gyík vagy kanári-szigeteki gyík (Gallotia galloti) a  hüllők (Reptilia) osztályába, a pikkelyes hüllők (Squamata) rendjébe és a nyakörvösgyíkfélék (Lacertidae) családjába tartozó faj, amely szerepel az Európai Közösségben természetvédelmi szempontból jelentős állatfajok listáján.

## Előfordulása
A Spanyolországhoz tartozó  Kanári-szigetek két szigetén:
- Tenerifén és
- La Palmán honos.

## Megjelenése, felépítése
A Gallotia nem kis termetű fajai közé tartozik. A nőstény barna, világosabb, kerek foltokkal és a háta két oldalán egy-egy világosabb csíkkal, a hím hasalja és oldala fémes kék.

## Alfajai
- Gallotia galloti eisentrauti
- Gallotia galloti galloti
- Gallotia galloti insulanagae
- Gallotia galloti palmae